# Agrippina maggiore
(Tacito, Annales, III, 4.)
Vipsania Agrippina (in latino Vipsania Agrippina; 23 ottobre 14 a.C. – Pandataria, 18 ottobre 33), meglio conosciuta come Agrippina maggiore (Agrippina maior, per distinguerla dalla figlia Agrippina minore), è stata una nobildonna romana, appartenente alla dinastia giulio-claudia.
Figlia di Giulia maggiore, a sua volta figlia del primo imperatore romano Augusto, e del generale Marco Vipsanio Agrippa, Agrippina maggiore andò in sposa all'età di circa vent'anni a Germanico Giulio Cesare, figlio adottivo del futuro imperatore Tiberio, a sua volta figlio adottivo ed erede di Augusto. Di nobili natali, fu anche una moglie e madre molto attiva: seguì il marito nelle sue campagne militari in Germania Magna e in Siria, dandogli nove figli, sei dei quali sopravvissero fino all'età adulta. Tra questi figli, celebri sono il futuro imperatore Caligola e Agrippina minore, moglie dell'imperatore Claudio e madre dell'imperatore Nerone. Dopo essere stata una delle donne più importanti dell'impero, cadde in disgrazia in seguito alla prematura morte del marito, avvenuta nel 19. Agrippina finì per inimicarsi il suocero Tiberio e il suo prefetto del pretorio Seiano e, a causa delle trame di quest'ultimo, fu esiliata a Ventotene, dove morì all'età di circa quarantasette anni.

## Le fonti storiografiche

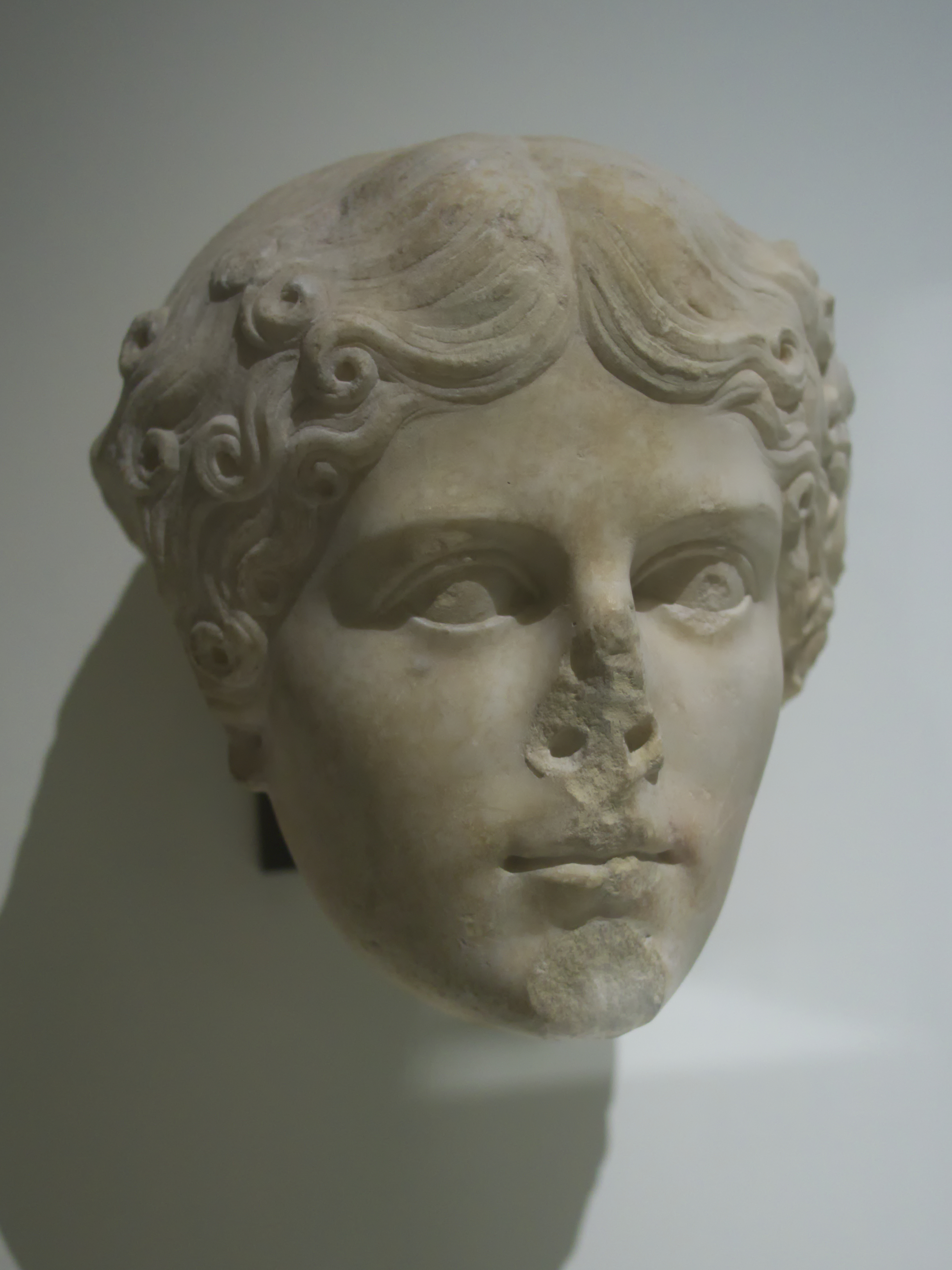
Testa di Agrippina maggiore da Ziane in Tunisia (Cabinet des médailles, Parigi)

Le principali fonti storiche su Agrippina maggiore sono quelle dei grandi annalisti e biografi imperiali romani: Tacito, che con i suoi Annales ci racconta la storia di Roma dal 14, anno della morte del primo imperatore, Augusto; Svetonio, che nelle sue Vite dei Cesari ci narra la storia dei primi dodici imperatori romani, compreso Giulio Cesare; Cassio Dione, che nella sua imponente opera, l'Historia romana, ci fa un resoconto cronologico di tutti i fatti accaduti dalla fondazione di Roma, nel 753 a.C., fino alla sua epoca nel 229 d.C., coprendo un arco temporale di quasi un millennio. Inoltre, un'opera autobiografica di Agrippina minore, figlia di Agrippina, raccontava le vicende della madre ma è andata perduta, anche se venne usata come fonte dagli altri autori.
Considerata dagli scrittori antichi una donna di animo nobile e moralità impeccabile, è una delle poche esponenti delle famiglie imperiali romane ad aver goduto di buona reputazione sia nelle fonti a lei contemporanee sia in quelle postume.

## Biografia

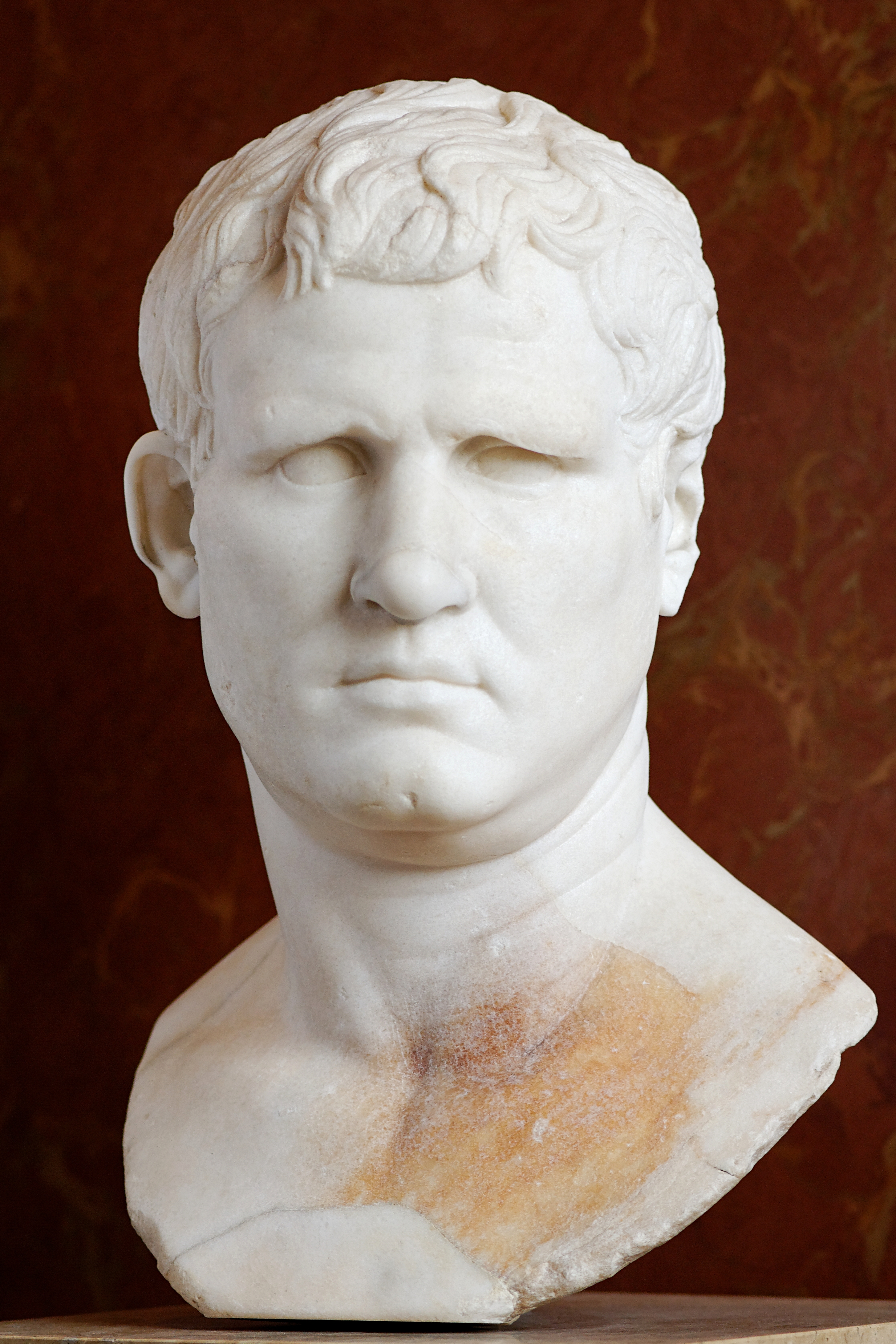
Busto di Marco Vipsanio Agrippa, padre di Agrippina (Museo del Louvre, Parigi)

### Origini familiari
Agrippina maggiore, nata come Vipsania Agrippina, era la quartogenita e seconda figlia femmina di Marco Vipsanio Agrippa e della sua terza moglie Giulia maggiore. Suoi fratelli erano Gaio, Lucio e Marco (in seguito adottati da Augusto) mentre sua sorella era Giulia minore. Dai precedenti matrimoni del padre aveva due sorellastre, Vipsania Agrippina e Vipsania Marcella, mentre dal precedente matrimonio della madre non aveva fratellastri. Da parte paterna non discendeva da una famiglia di nobili origini, infatti nessuno degli antenati di Agrippa viene ricordato. I suoi nonni materni erano invece l'imperatore Augusto e la sua seconda moglie Scribonia.

### Giovinezza (14 a.C.-4)
Nel 12 a.C., quando Agrippina aveva due anni, il padre morì, lasciando la moglie Giulia ancora incinta. Augusto diede sua figlia allora in sposa a Tiberio Claudio Nerone, che fu costretto a divorziare dalla precedente moglie, l'omonima sorellastra maggiore di Agrippina, Vipsania. I rapporti tra Giulia e Tiberio non erano però buoni e quest'ultimo decise nel 6 a.C. di lasciare Roma. Durante questo periodo Agrippina visse principalmente presso la nonna materna Scribonia fino a che, nel 2 a.C., quando aveva appena dodici anni, Agrippina vide la madre Giulia processata e condannata per adulterio; la figlia di Augusto divorziò quindi da Tiberio e venne esiliata dallo stesso imperatore sull'isola di Ventotene (allora Pandateria), dove la seguì anche Scribonia, sua madre. Agrippina andò dunque a vivere ad Anzio nella villa di Augusto, il quale si occupò personalmente della sua educazione.

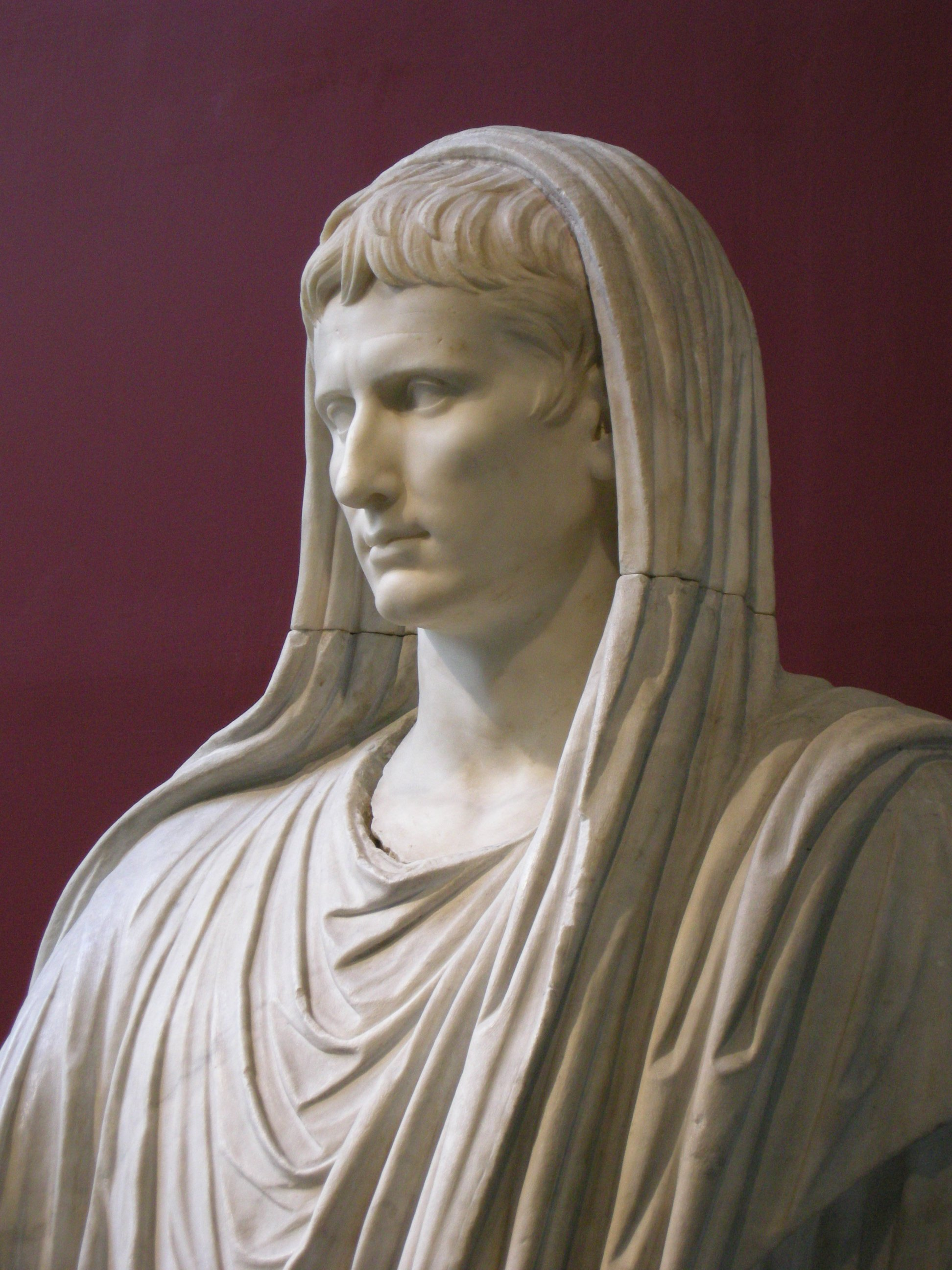
Particolare dell'Augusto di via Labicana, raffigurante il nonno di Agrippina (Museo Nazionale Romano, Roma)

In seguito alle morti dei fratelli maggiori di Agrippina, Gaio Cesare e Lucio Cesare, nel 4 d.C. Augusto adottò Agrippa Postumo, il terzo figlio di Agrippa, e Tiberio. Allo stesso tempo Augusto fece adottare Germanico al figlio Tiberio e, sempre nello stesso periodo, Agrippina andò in sposa allo stesso Germanico. Germanico apparteneva alla discendenza della sorella prediletta di Augusto, Ottavia minore: era infatti figlio di Antonia minore, figlia di Ottavia e Marco Antonio, e di Druso maggiore, generale di Augusto e fratello di Tiberio.

### Agrippina e Germanico (4-19)
Dal matrimonio di Agrippina con Germanico nacquero in totale nove figli, di cui sei raggiunsero l'età adulta: Nerone Cesare (nel 6), Druso Cesare (nel 7), Tiberio Cesare (nel 10, morto appena nato), Gaio Cesare (nell'11, morto da bambino), Gaio Cesare (nel 12, conosciuto con il soprannome Caligola), una figlia senza nome (nel 13-14, morta appena nata), Giulia Agrippina (nel 15, conosciuta come Agrippina minore, futura madre dell'imperatore Nerone), Giulia Drusilla (nel 16) e Giulia Livilla (nel 18).

#### In Germania e in Gallia (13-17)

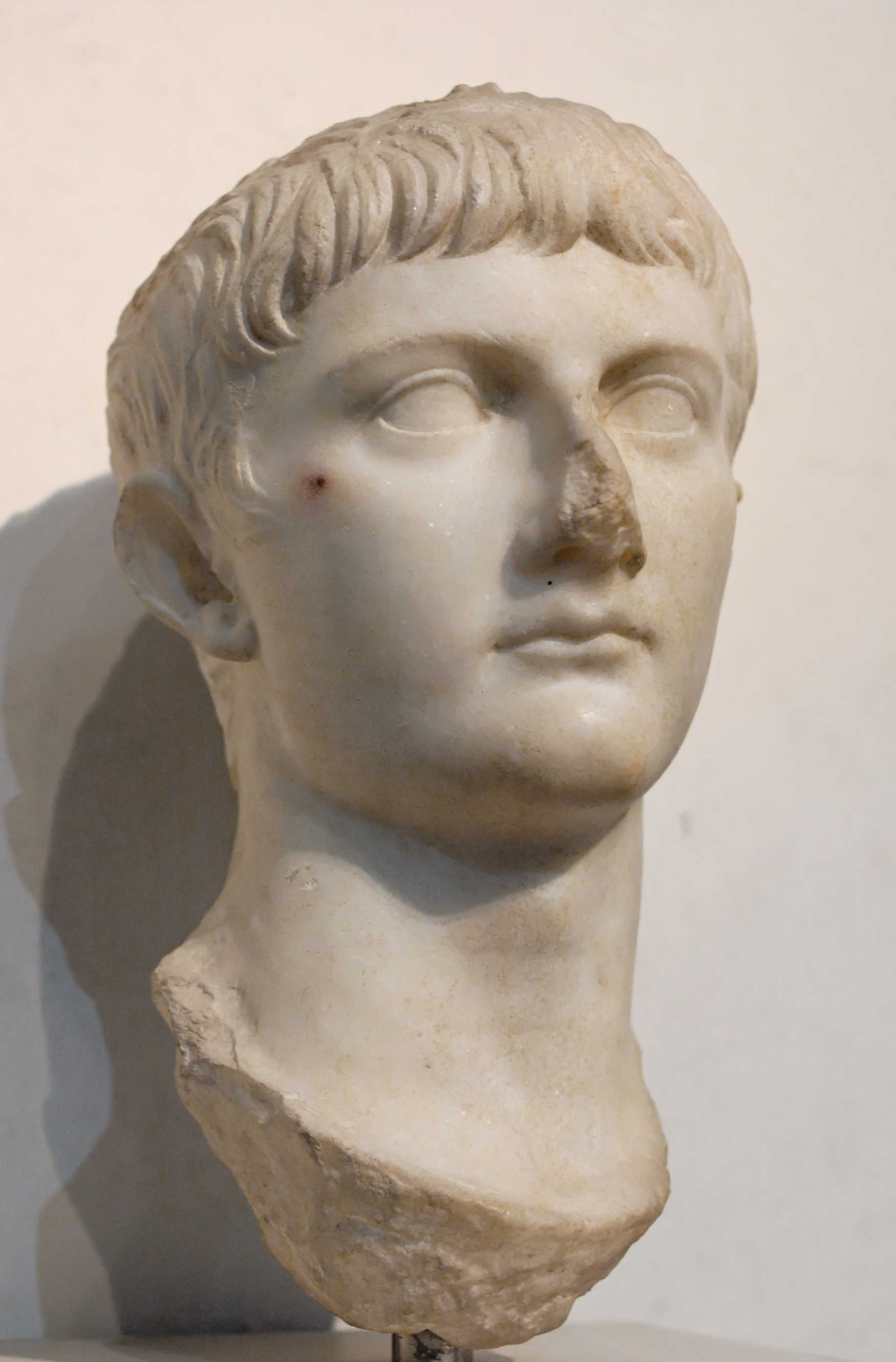
Busto di Germanico, marito di Agrippina (Museo Nazionale Romano, Roma)

Dopo la nascita di Nerone, Druso, Tiberio e Gaio, e la morte di questi ultimi, Germanico partì per la Germania nel 12; Agrippina, tuttavia, dovette rimanere in Italia a causa della gravidanza e soggiornò ad Anzio, in una villa di Augusto, dove, nel mese di agosto, diede alla luce il figlio Gaio. Germanico tornò a Roma per un breve periodo poiché già all'inizio del 13 era di ritorno nel nord, in qualità di Governatore delle Gallie, accompagnato dai figli maggiori Nerone e Druso e dalla moglie. Nella primavera del 14 Agrippina era nuovamente incinta e partì dalla Gallia per stare al fianco del marito presso il Reno, dove lui stava conducendo delle spedizioni militari contro i Germani. Poco dopo fu raggiunta anche dal figlio Gaio, di ormai quasi due anni, che arrivava da Roma. Nel mese di agosto, la notizia della morte di Augusto giunse in Germania.
La notizia della morte dell'imperatore agitò i militari e, mentre Agrippina soggiornava ad Ara Ubiorum (moderna Colonia), scoppiò una rivolta tra le legioni di Germania; Agrippina allora, nonostante preferisse rimanere accanto al marito, fu costretta da Germanico a lasciare il campo dei legionari insieme col figlio Gaio ancora infante, per andare presso i Treveri, nella Gallia Belgica. Su insistenza degli stessi legionari, che si vergognarono di aver fatto scappare Agrippina e le altre donne presso un popolo straniero, il piccolo Gaio fu riportato indietro, mentre la madre dovette rimanere nei territori treveri a causa di un'avanzata gravidanza. Secondo quanto riportato da Cassio Dione, però, i soldati avevano da subito preso come ostaggi Agrippina e il figlio, ma lasciarono andare lei poiché era incinta, mentre il piccolo Gaio fu rilasciato solo dopo che i soldati si accorsero che non avrebbero ottenuto nessun vantaggio nel perseguire la rivolta.

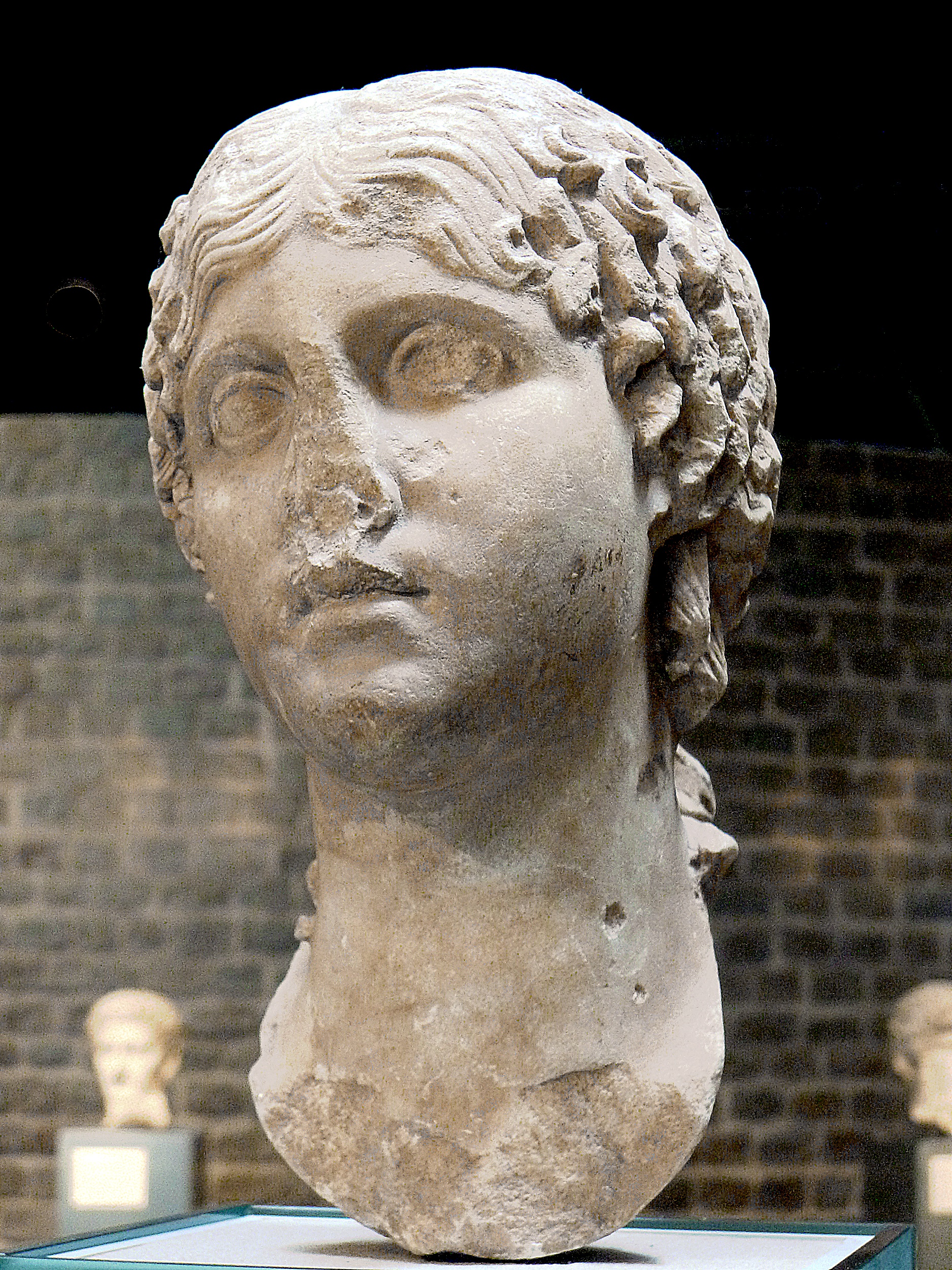
Busto di Agrippina (Römisch-Germanisches Museum, Colonia)

Agrippina diede alla luce una bambina che morì subito dopo il parto; la raggiunsero inoltre le notizie della morte della madre, morta di fame per ordine del nuovo imperatore Tiberio, e del fratello Agrippa Postumo, anche lui ucciso probabilmente su suo ordine. Intanto, nella primavera del 15, giungevano notizie in Gallia della guerra portata avanti da Germanico in Germania; si diffuse tra i soldati e i civili la voce che un esercito germanico aveva rotto le linee romane e si stava facendo strada verso il ponte sul Reno a Castra Vetera (moderna Xanten). Le armate si diressero verso il ponte per distruggerlo prima dell'arrivo dei Germani; tuttavia Agrippina, rendendosi conto che la distruzione del ponte sarebbe stata una condanna per tutti i soldati in ritirata, pose il ponte sotto la propria protezione personale e impedì che venisse distrutto. Quando i soldati romani tornarono vittoriosi dalla Germania, vennero accolti dalla moglie del loro comandante, che aveva fatto preparare cibo e medicamenti. Questo atto di coraggio, come viene descritto dagli storici antichi, fu compiuto mentre Agrippina era incinta; infatti, il 7 novembre dello stesso anno, diede alla luce una bambina ad Ara Ubiorum, Giulia Agrippina, conosciuta come Agrippina minore.
La crescente popolarità di Agrippina e di Germanico risvegliò l'invidia di Tiberio e di sua madre, Livia Augusta; Agrippina stessa, d'altra parte, aveva molte motivazioni per odiare Tiberio, prime tra tutte le recenti uccisioni della madre e del fratello. Nel 16 nacque un'altra figlia, Giulia Drusilla, ad Ambitarvium, vicino a Coblenza, e nel 17 tutta la famiglia tornò a Roma per la celebrazione del trionfo di Germanico, il 26 maggio.

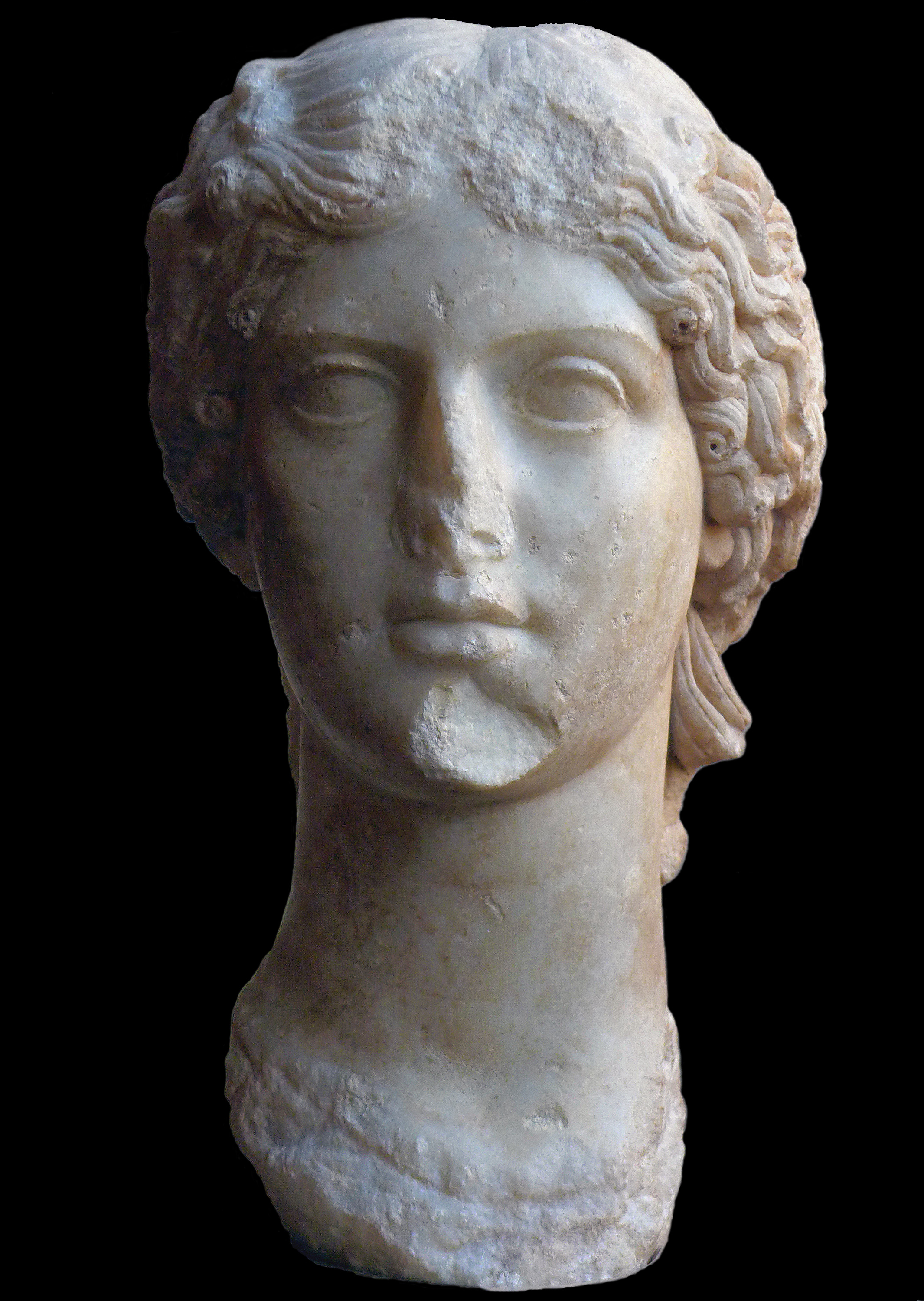
Busto di Agrippina (Museo del Louvre, Parigi)

#### In Oriente (17-19)
Alla fine dello stesso anno Agrippina accompagnò il marito in Oriente, dove era stato inviato da Tiberio, e, dopo aver visitato la Dalmazia, Nicopoli, Atene ed Eubea, arrivò sull'isola di Lesbo dove, all'inizio del 18, diede alla luce la sua ultima figlia, Giulia Livilla. Sull'isola, Agrippina fu onorata con il soprannome greco karpophoros, epiteto di Demetra, divinità della fertilità. Dopo essersi rimessa dal parto, raggiunse il marito in Siria, dove Germanico era entrato in disaccordo con il legato Gneo Calpurnio Pisone, amico di Tiberio; Agrippina non tardò a inimicarsi la moglie di costui, Plancina. Tacito dice che la stessa Livia aveva ordinato a Plancina di tenere Agrippina sotto controllo per evitare che diventasse nuovamente un'eroina popolare, come era avvenuto sul ponte del Reno.
Agrippina e Germanico si spostarono poi in Egitto, una provincia ricca e principale fonte del grano che arrivava nella Capitale. Germanico visitò quei territori senza consultare il padre e prese anche l'iniziativa di aprire i granai imperiali alla popolazione, che soffriva un periodo di carestia. Agrippina accompagnò il marito nel suo viaggio lungo il Nilo e insieme visitarono i monumenti dell'antico Egitto a Karnak e Luxor, facendosi tradurre i geroglifici e vestendosi alla maniera orientale. Tiberio, quando venne a sapere di tutto ciò, criticò pubblicamente Germanico per essere entrato nella provincia e per aver indossato vestiti indegni.
Nel 19 Germanico e Agrippina tornarono ad Antiochia di Siria dove scoprirono che Pisone aveva annullato tutti gli ordini di Germanico; il generale, però, si ammalò e, sospettando che Pisone e Plancina lo avessero avvelenato, ordinò a Pisone di abbandonare il suo incarico e di lasciare l'Oriente. Malgrado ciò, le condizioni di Germanico si aggravarono e, dopo aver chiesto di vendicare la sua morte, parlò con Agrippina dicendole di lasciare da parte l'orgoglio e di non provocare persone più potenti di lei, per il bene suo e dei suoi figli. Germanico morì infine il 10 ottobre, all'età di 33 anni ad Antiochia.

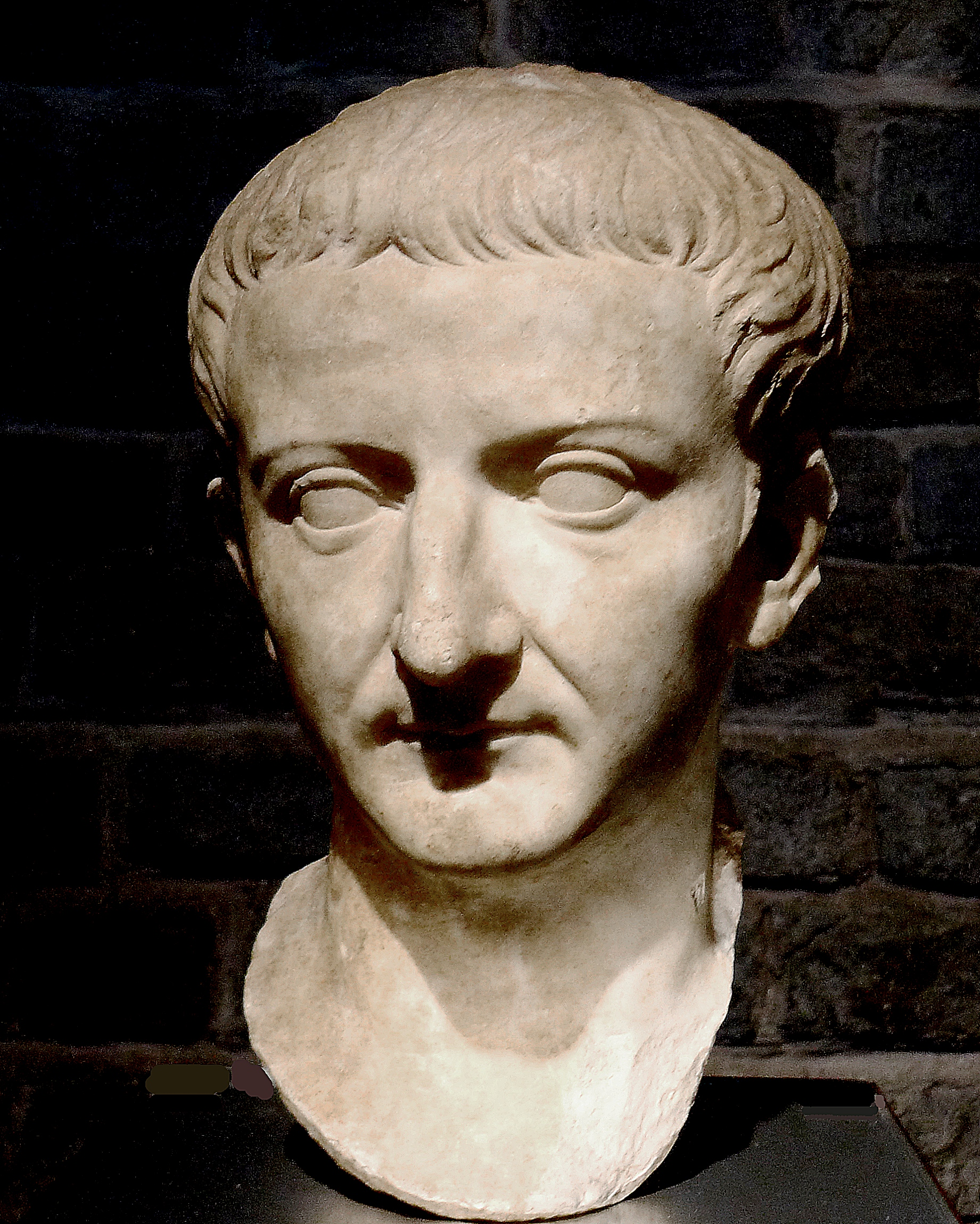
Busto di Tiberio, suocero di Agrippina (Römisch-Germanisches Museum, Colonia)

### Ritorno a Roma (19-29)

#### Eroina del popolo (19-23)
La morte di Germanico sconvolse tutto l'impero, dal popolo che lo adorava alla moglie Agrippina; le statue degli dei vennero tirate giù in molte città, poiché la gente non voleva adorarli dopo che essi avevano lasciato morire l'amato erede al trono. Intanto iniziò anche a diffondersi la voce che Tiberio e Livia avessero ordinato a Pisone e Plancina di uccidere Germanico. Sebbene fosse ormai alle porte l'inverno, e quindi il mare era meno sicuro, Agrippina salpò per la Capitale con le ceneri del marito; dopo essersi fermata sull'isola di Corcira per qualche giorno, sbarcò a Brindisi all'inizio del 20 con i figli più piccoli, dove fu accolta da un'enorme folla e dai veterani del marito. Tiberio mandò una scorta imperiale per accompagnare le ceneri del figlio adottivo a Roma; lungo la via Appia si unirono al corteo Druso minore, fratello adottivo di Germanico, lo zio Tiberio Claudio Nerone e i due consoli Marco Valerio Messalla e Marco Aurelio Cotta Massimo Messalino, mentre il popolo porgeva i suoi omaggi ai resti dell'erede imperiale lungo tutto il percorso. Arrivata a Roma, Agrippina pose infine le ceneri del marito nel mausoleo di Augusto e fu acclamata "onore della patria". Il fatto che Tiberio e Livia non partecipassero alle cerimonie in onore di Germanico, così come la madre di lui, Antonia minore, probabilmente costretta dallo stesso imperatore, rafforzarono ancora di più l'idea di un coinvolgimento del Principe nella morte del figlio adottivo.

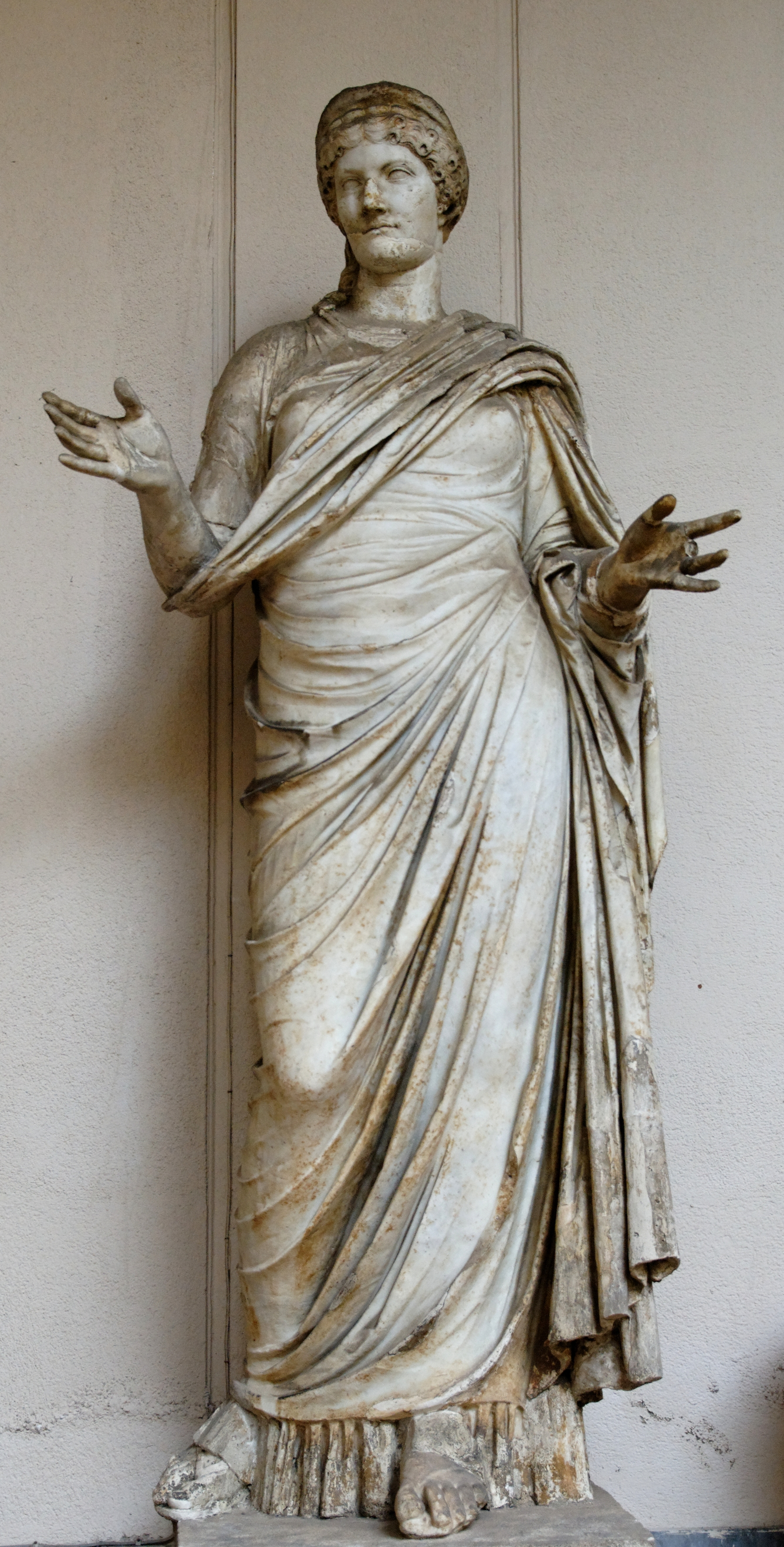
Statua di Agrippina (Museo archeologico regionale Antonino Salinas, Palermo)

Pisone fu processato e, visto che Tiberio non gli aveva dato il suo appoggio, si suicidò prima di essere condannato; la moglie Plancina, invece, fu protetta da Livia, che le fece evitare la pena capitale. Dopo tre anni il figlio naturale dell'imperatore, Druso minore, morì per gli intrighi della propria moglie Claudia Livilla e del potente e ambizioso prefetto del pretorio Lucio Elio Seiano, che erano diventati amanti. Con la morte di Druso minore, il figlio maggiore di Agrippina, Nerone Cesare, iniziò a essere visto come il più probabile erede al principato e molti a Roma consideravano la stirpe di Germanico la più meritevole dell'impero.

#### Tensioni con Tiberio e condanna (23-29)
Seiano, però, non vedeva di buon occhio l'ascesa di Agrippina e dei suoi figli e iniziò a riportare a Tiberio voci secondo cui la vedova di Germanico mirava a rimuoverlo dal trono per rimpiazzarlo con il proprio figlio. Preoccupato, l'imperatore diede a Seiano il permesso di rimuovere dalla vita pubblica le persone che appoggiavano Agrippina: Sosia Galla, amica di Agrippina, e il marito Gaio Silio, militare sotto Germanico, furono l'una esiliata e l'altro costretto al suicidio nel 24; anche Claudia Pulcra, cugina e carissima amica della nuora di Tiberio fu condannata, nonostante Agrippina avesse cercato di salvarla parlando anche con l'imperatore stesso, e morì in esilio nel 26. Quando poco dopo Agrippina si ammalò, l'imperatore andò a trovarla; in quell'occasione la donna cercò di rappacificarsi con Tiberio e gli chiese di potersi sposare nuovamente, probabilmente con Gaio Asinio Gallo; tuttavia l'imperatore, spaventato che il nuovo marito di Agrippina potesse diventare un rivale politico, non rispose alla richiesta. Quando poi, messa in allarme da un inviato di Seiano, Agrippina rifiutò del cibo offertole dall'imperatore pensando che fosse avvelenato, i rapporti fra i due si ruppero definitivamente. Tiberio volle comunque che si celebrasse nella Capitale il matrimonio tra Agrippina minore e Gneo Domizio Enobarbo, che aveva scelto personalmente per la nipote.

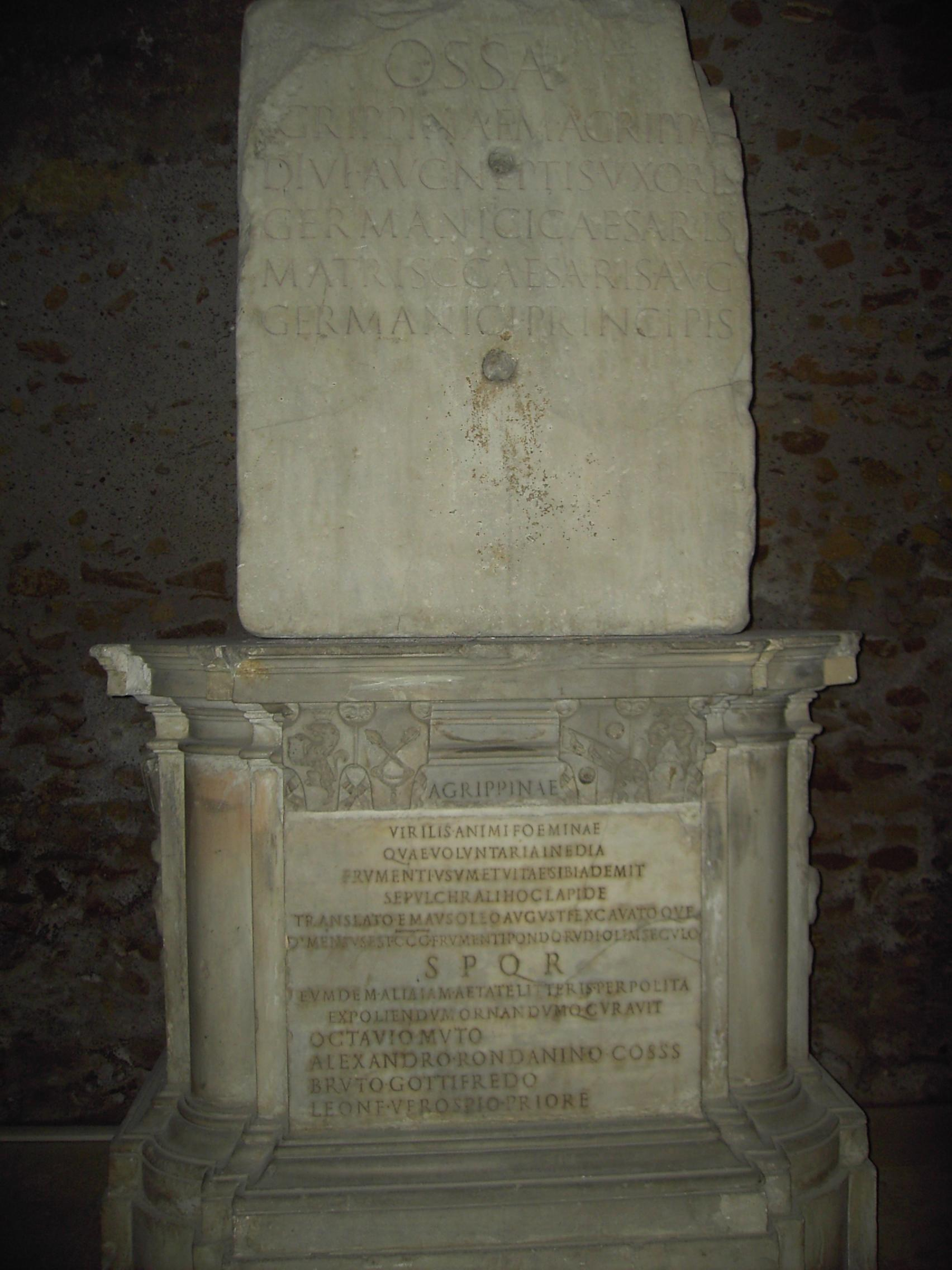
Monumento funerario di Agrippina (Tabularium, Campidoglio, Roma)

Nel 27 Agrippina e Nerone furono denunciati da Tiberio, attraverso una lettera, l'una di arroganza e altezzosità e l'altro di dissolutezza e amori perversi. Il Senato, non sapendo come agire per processare qualcuno con queste accuse, prese tempo e rimandò il giudizio, mentre il popolo dimostrava pubblicamente di ritenere le accusa false. Tiberio, allora, dichiarò che si sarebbe occupato di persona della faccenda. Agrippina e Nerone vennero quindi messi sotto arresto e relegati in una villa a Ercolano, sorvegliati da guardie; queste ultime, però, li spiavano per conto di Seiano, il quale, appena seppe che i due sarebbero potuti fuggire presso le legioni in Germania appellandosi al Senato e al popolo, decise di lanciare un nuovo attacco contro di loro nel 29. Il prefetto del pretorio riuscì a convincere il secondo figlio di Agrippina, Druso Cesare, a rivoltarsi contro la madre e il fratello Nerone, istigando la sua invidia verso il fratello, favorito della madre. Agrippina e Nerone vennero accusati di maiestas, furono presi in custodia, Nerone fu proclamato nemico pubblico e vennero entrambi condannati all'esilio. Durante una colluttazione con i soldati che la stavano portando via con la forza, Agrippina fu colpita così duramente che perse la vista da un occhio. Agrippina fu trasportata in un convoglio isolato con una scorta di militari, per evitare contatti con chiunque avessero potuto incontrare lungo la strada.

### Esilio e morte (29-33)
Agrippina fu relegata sull'isola di Pandataria, dove era stata anche la madre Giulia, mentre il figlio a Ponza. Le vere preoccupazioni che spinsero Tiberio all'esilio forzato e immediato di Agrippina e Nerone erano che i due potessero rifugiarsi presso le legioni in Germania, scatenando così una guerra civile, o che, dopo essersi rifugiati presso la statua di Augusto nel foro romano, invocassero in aiuto il Senato e soprattutto la plebe di Roma. Tiberio si avvicinò quindi al secondo figlio di Agrippina, Druso, e lo nominò suo successore per evitare che capeggiasse qualche sommossa contro di lui.
Nerone morì infine nel 31, suicidandosi o per ordine di Seiano; poco dopo, però, anche il prefetto del pretorio morì, condannato a morte dal Senato il 18 ottobre. Esattamente lo stesso giorno di due anni dopo morì anche Agrippina, di inedia probabilmente forzata dall'imperatore. Quello stesso anno morì infine anche Druso, il secondogenito di Agrippina, incarcerato nel Palatino.
Dopo la sua morte, Tiberio disse di essere stato generoso con Agrippina per non averla condannata a morte e la accusò anche di dissolutezza e di adulterio con Gaio Asinio Gallo. Agrippina non venne condannata alla damnatio memoriae, ma il giorno del suo compleanno venne aggiunto nell'elenco dei dies nefasti. Quando nel 37 Tiberio morì e gli successe Caligola, il terzogenito di Agrippina, questi riportò le ossa della madre e del fratello maggiore a Roma e le seppellì nel Mausoleo di Augusto.

## Discendenza
Ebbe dal marito nove o dieci figli:
- Nerone Cesare (6 - 31), adottato come erede dall'imperatore Tiberio ma a lui premorto;
- Druso Cesare (8 - 33), adottato come erede dall'imperatore Tiberio ma a lui premorto;
- Figlio senza nome (nato nel 9), nato morto o morto in pochi giorni;
- Tiberio Giulio Cesare (nato nel 10), morto infante;
- Gaio Giulio Cesare (nato nell'11), noto anche come Gaio Maggiore, morto neonato;
- Caligola (12 - 41), nato Gaio Giulio Cesare Germanico e noto anche come Gaio Minore, imperatore romano dopo Tiberio;
- Figlia senza nome (nata nel 13/14), nata morta o morta in pochi giorni;
- Giulia Agrippina (15 - 59), nota come Agrippina minore, quarta moglie dell'imperatore Claudio e madre di Nerone, ultimo esponente della dinastia giulio-claudia;
- Giulia Drusilla (16 - 38), sorella favorita di Caligola, col quale si diceva avesse una relazione incestuosa, alla sua morte questi la divinizzò con il nome di Diva Drusilla Pantea;
- Giulia Livilla (18 - 41), fu accusata di adulterio ed esiliata da suo zio, l'imperatore Claudio.

## Nella cultura successiva
Agrippina è una delle 106 donne descritte da Giovanni Boccaccio nella sua opera De mulieribus claris, una raccolta di biografie di donne famose, appartenenti al mito, alla classicità o alla sua contemporaneità; nell'opera, poiché godeva di una buona reputazione già negli autori classici, Agrippina maggiore viene rappresentata in contrapposizione alla cattiva luce in cui si trova sua figlia Agrippina minore.
In età contemporanea, Agrippina appare sia nel romanzo Io, Claudio (1934) di Robert Graves sia nel suo adattamento televisivo Io Claudio imperatore, prodotto dalla BBC (1976), nel quale è interpretata da Fiona Walker. Nell'omonimo adattamento radio della BBC Radio 4 prende la voce di Hattie Morahan negli episodi "Tiberio" e "Seiano".
È presente anche nella serie televisiva britannica The Caesars (1968) nella quale è interpretata da Caroline Blakiston.
Agrippina è una delle 999 donne storiche presenti sull'Heritage floor dell'installazione artistica The Dinner Party, realizzata dall'artista femminista statunitense Judy Chicago tra il 1974 e il 1979 ed esposta al Brooklyn Museum di New York.

## Ascendenza
|                                      |              |                        | Genitori         |  |  | Nonni |  |  | Bisnonni |  |  | Trisnonni |  |
|                                      |              |                        |                  |  |  |       |  |  | …        |  |  | …         |  |
|                                      |              |                        |                  |  |  |       |  |  | …        |  |  | …         |  |
|                                      |              | …                      |                  |  |  |       |  |  | …        |  |  |           |  |
| Lucio Vipsanio Agrippa               |              |                        |                  |  |  |       |  |  | …        |  |  |           |  |
|                                      |              | …                      | …                |  |  |       |  |  |          |  |  |           |  |
|                                      |              | …                      | …                |  |  |       |  |  |          |  |  |           |  |
|                                      |              | …                      | …                |  |  |       |  |  |          |  |  |           |  |
| Marco Vipsanio Agrippa               |              | …                      |                  |  |  |       |  |  |          |  |  |           |  |
|                                      |              | …                      | …                |  |  |       |  |  |          |  |  |           |  |
|                                      |              | …                      | …                |  |  |       |  |  |          |  |  |           |  |
|                                      |              | …                      | …                |  |  |       |  |  |          |  |  |           |  |
| …                                    |              | …                      |                  |  |  |       |  |  |          |  |  |           |  |
|                                      |              | …                      | …                |  |  |       |  |  |          |  |  |           |  |
|                                      |              | …                      | …                |  |  |       |  |  |          |  |  |           |  |
|                                      |              | …                      | …                |  |  |       |  |  |          |  |  |           |  |
| Agrippina maggiore                   |              | …                      |                  |  |  |       |  |  |          |  |  |           |  |
|                                      | Gaio Ottavio | …                      |                  |  |  |       |  |  |          |  |  |           |  |
|                                      | Gaio Ottavio | …                      |                  |  |  |       |  |  |          |  |  |           |  |
|                                      | Gaio Ottavio | …                      |                  |  |  |       |  |  |          |  |  |           |  |
| Gaio Giulio Cesare Ottaviano Augusto | Gaio Ottavio |                        |                  |  |  |       |  |  |          |  |  |           |  |
|                                      |              | Azia maggiore          | Marco Azio Balbo |  |  |       |  |  |          |  |  |           |  |
|                                      |              | Azia maggiore          | Marco Azio Balbo |  |  |       |  |  |          |  |  |           |  |
|                                      |              | Azia maggiore          | Giulia minore    |  |  |       |  |  |          |  |  |           |  |
| Giulia maggiore                      |              | Azia maggiore          |                  |  |  |       |  |  |          |  |  |           |  |
|                                      |              | Lucio Scribonio Libone | …                |  |  |       |  |  |          |  |  |           |  |
|                                      |              | Lucio Scribonio Libone | …                |  |  |       |  |  |          |  |  |           |  |
|                                      |              | Lucio Scribonio Libone | …                |  |  |       |  |  |          |  |  |           |  |
| Scribonia                            |              | Lucio Scribonio Libone |                  |  |  |       |  |  |          |  |  |           |  |
|                                      |              | Cornelia Silla         | …                |  |  |       |  |  |          |  |  |           |  |
|                                      |              | Cornelia Silla         | …                |  |  |       |  |  |          |  |  |           |  |
|                                      |              | Cornelia Silla         | …                |  |  |       |  |  |          |  |  |           |  |
|                                      |              | Cornelia Silla         |                  |  |  |       |  |  |          |  |  |           |  |

### Esplicative
1. 1 2  Secondo alcuni, invece della figlia senza nome nata tra il 13 e il 14, Germanico e Agrippina ebbero un figlio nel 9 che morì anche lui in tenera età (Powell 2015, XXXIV; Sampoli 2003, XI, 171).
2. ↑  Per entrare in Egitto, dopo la sua annessione da parte di Augusto, era necessario avere un permesso diretto dell'imperatore, poiché quei territori erano di una grande importanza strategica. Germanico aveva quindi scontentato Tiberio, il quale aveva anche paura che la provincia, in quel momento senza prefetto, sarebbe potuta cadere nelle mani del figlio adottivo. Il Princeps nominò quindi nel giro di una settimana un nuovo prefetto, Gaio Galerio, e ridusse il numero di legioni di stanza ad Alessandria da tre a due (Tacito, Annales, II, 59; Lloyd 2010, p. 187).
3. ↑  Tacito ci dice che Germanico morì nel sobborgo di Epidafne, confondendosi con il nome della città stessa, cioè Ἀντιόχεια ἐπὶ Δάφνῃ, Antiócheia epì Dáphne, "Antiochia presso Dafne" (Barrett 2015, p. 34 n.45).
4. ↑  Tacito riporta che questo processo fu il primo evento significativo che sancì l'inizio del declino di Agrippina. I crimini imputati a Clodia (adulterio, cospirazione e stregoneria) sembravano solo un pretesto per isolare la vedova di Germanico da tutti i suoi alleati e amici; Agrippina, quindi, attaccò pubblicamente Tiberio mentre questi porgeva i suoi omaggi alla statua del divo Augusto, accusandolo di ipocrisia poiché nello stesso momento stava condannando una discendente del primo imperatore; Agrippina affermò inoltre che lei, e non una statua, era l'immagine sulla terra di Augusto. Tiberio prese questa affermazione come un tentativo di Agrippina di reclamare per sé il potere e le rispose di non sentirsi maltrattata poiché lei non era affatto una regina (Tacito, Annales, IV, 52; Shotter 2000, p. 352).
5. ↑  Gallo era stato un personaggio molto eminente, già attivo sotto il principato di Augusto, e aveva sposato la prima moglie di Tiberio, Vipsania Agrippina, dopo che questi era stato costretto a divorziare da lei. Questa era la sorellastra di Agrippina maggiore, Gallo era quindi suo cognato. Era anche lui molto odiato da Tiberio, forse anche perché aveva sposato la moglie che lui aveva tanto amato e dalla quale aveva avuto molti figli (Barrett 1998, p. 26; Bauman 2002, p. 149; Shotter 2000, p. 351).
6. ↑  Enobarbo era un nobile di circa trent'anni, di ascendenze illustri: i Domizi erano stati importanti generali e consoli di Roma e i suoi nonni materni erano Ottavia minore e Marco Antonio, il che lo rendeva cugino di Germanico e quindi zio della giovane Agrippina. Era però conosciuto anche per essere un uomo crudele e vendicativo e il loro matrimonio non dev'essere stato felice. Nove anni dopo, comunque, Agrippina minore dette alla luce il loro unico figlio, Lucio, che diventerà poi l'imperatore Nerone (Dando-Collins 2008, p. 105; Burns 2006, p. 59).
7. ↑  L'iscrizione recita: Ossa / Agrippinae M(arci) Agrippae [f(iliae)] / divi Aug(usti) neptis uxoris / Germanici Caesaris / matris C(ai) Caesaris Aug(usti) / Germanici principis ("Le ossa di Agrippina, (figlia) di Marco Agrippa, nipote del divino Augusto, moglie di Germanico Cesare, madre di Gaio Cesare Augusto Germanico, imperatore") (CIL VI, 886).
8. ↑  Gallo era l'uomo che probabilmente Agrippina aveva intenzione di sposare; anche lui era stato mandato in esilio subito dopo Agrippina ed era morto nello stesso periodo di lei. Ciò fa pensare che le accuse di Tiberio fossero mirate a svalutare due persone che gli erano state avverse (Burns 2006, p. 53).

### Referenze
1. ↑  AE 1898, 140; Burns 2006, p. 41; Salisbury 2001, p. 3.
2. ↑  Tacito, Annales, VI, 25; Barrett 1998, p. 32; Burns 2006, p. 53; Powell 2015, p. 194; Sampoli 2003, XI, 183.
3. ↑  Tacito, Annales, IV, 53; Jelinek 2004, p. 36.
4. ↑  Freisenbruch 2011, XIX.
5. ↑  Svetonio, Augusto, 64; Burns 2006, p. 41; Lightman 2008, p. 9.
6. ↑  Svetonio, Augusto, 64; Sampoli 2003, XI, 167-168.
7. ↑  Powell 2015, pp. 2-3.
8. ↑  Lightman 2008, p. 9; Salisbury 2001, pp. 3, 180; Powell 2015, p. 194.
9. ↑  Freisenbruch 2011, p. 56; Sampoli 2003, XI, 168.
10. ↑  Svetonio, Augusto, LXIII; Tiberio, VII; Sampoli 2003, XI, 168; Severy 2004, p. 64; Spinosa 1991, p. 37.
11. ↑  Svetonio, Tiberio, VII; Spinosa 1991, p. 48.
12. ↑  Svetonio, Augusto, LXV; Bunson 2014, p. 190; Powell 2015, p. 193; Sampoli 2003, XI, 169.
13. ↑  Svetonio, Augusto, 64; Sampoli 2003, XI, 169.
14. ↑  Bunson 2014, p. 86.
15. ↑  Svetonio, Tiberio, XV; Bunson 2014, p. 539.
16. ↑  Cassio Dione, LX, 13.2; Tacito, Annales, I, 3; Bunson 2014, p. 241; Grant 2012, p. 23; Lightman 2008, p. 10; Syme 1989, p. 146.
17. ↑  Bunson 2014, p. 10, 241; Burns 2006, p. 42; Lightman 2008, p. 9; Sampoli 2003, XI, 170; Severy 2004, p. 64.
18. ↑  Bunson 2014, p. 241; Burns 2006, p. 42; Lightman 2008, p. 9; Severy 2004, p. 64.
19. ↑  Svetonio, Gaio Cesare, VII-VIII; Burns 2006, p. 42; Powell 2013, Chronology, IV-VI.
20. ↑  Barrett 2002, p. 28.
21. 1 2  Barrett 2002, p. 28; Burns 2006, p. 43; Lightman 2008, p. 10.
22. ↑  Svetonio, Gaio Cesare, VIII; Burns 2006, p. 43.
23. ↑  Tacito, Annales, I, 39-40; Burns 2006, p. 45.
24. ↑  Tacito, Annales, I, 41-44; Barrett 2002, p. 31; Burns 2006, p. 45.
25. ↑  Cassio Dione, LVII, 5.6-7; Barrett 2002, p. 31; Burns 2006, p. 45.
26. ↑  Shotter 2000, p. 347.
27. ↑  Cassio Dione, LVII, 18.1.
28. ↑  Cassio Dione, LVII, 3.5-6; Tacito, Annales, I, 53; Burns 2006, p. 46.
29. ↑  Tacito, Annales, I, 69; Barrett 2002, p. 32; Burns 2006, p. 46.
30. ↑  Tacito, Annales, I, 69; Barrett 2002, p. 32; Burns 2006, pp. 46-47; Lightman 2008, p. 10; Sampoli 2003, XI, 174.
31. ↑  Tacito, Annales, I, 69; Burns 2006, p. 47.
32. ↑  Barrett 2002, p. 32; Burns 2006, pp. 47, 59.
33. ↑  Barrett 2002, p. 33; Burns 2006, pp. 47-48.
34. ↑  Burns 2006, p. 48.
35. ↑  Barrett 2002, p. 33.
36. ↑  Barrett 2002, p. 34; Burns 2006, p. 48.
37. ↑  Tacito, Annales, II, 54; Barrett 2002, p. 34; Burns 2006, p. 48.
38. ↑  Ginsburg 2005, p. 102.
39. ↑  Tacito, Annales, II, 55-57; Barrett 2002, p. 35; Burns 2006, p. 49; Lightman 2008, p. 10; Sampoli 2003, XI, 175.
40. ↑  Tacito, Annales, II, 43; Barrett 2002, p. 35.
41. ↑  Tacito, Annales, II, 59; Burns 2006, p. 49.
42. ↑  Tacito, Annales, II, 59-60; Burns 2006, p. 49.
43. ↑  Svetonio, Tiberio, 52; Tacito, Annales, II, 59; Burns 2006, p. 49.
44. ↑  Tacito, Annales, II, 69; Burns 2006, p. 50.
45. ↑  Cassio Dione, LVII, 18.9; Tacito, Annales, II, 69-70; Barrett 2002, p. 35; Burns 2006, p. 50; Lightman 2008, p. 10.
46. ↑  Tacito, Annales, II, 71.
47. ↑  Tacito, Annales, II, 72; Barrett 2002, p. 35; Burns 2006, p. 50.
48. ↑  Tacito, Annales, II, 83; Barrett 2002, p. 35; Burns 2006, p. 50; Lightman 2008, p. 10; Sampoli 2003, XI, 175.
49. ↑  Svetonio, Gaio Cesare, V; Burns 2006, p. 50.
50. ↑  Svetonio, Tiberio, LII; Gaio Cesare, II; Tacito, Annales, II, 82; Burns 2006, p. 50; Lightman 2008, p. 11.
51. ↑  Tacito, Annales, II, 75; Barrett 1998, p. 31.
52. ↑  Tacito, Annales, III, 1; Burns 2006, p. 50; Sampoli 2003, XI, 175.
53. ↑  Tacito, Annales, III, 2; Burns 2006, pp. 50-51.
54. ↑  Tacito, Annales, III, 4; Burns 2006, p. 51; Sampoli 2003, XI, 175.
55. ↑  Lightman 2008, p. 10; Sampoli 2003, XI, 176.
56. ↑  Tacito, Annales, III, 10-18.
57. ↑  Svetonio, Gaio Cesare, II; Tacito, Annales, III, 15; Sampoli 2003, XI, 176.
58. ↑  Tacito, Annales, III, 15; 17; Burns 2006, p. 51.
59. ↑  Bunson 2014, p. 188; Burns 2006, p. 51; Sampoli 2003, XI, 177-178.
60. ↑  Tacito, Annales, IV, 12; Burns 2006, p. 51.
61. ↑  Tacito, Annales, I, 69; IV, 12, 15, 17; Burns 2006, p. 51.
62. ↑  Tacito, Annales, IV, 17-19; Burns 2006, pp. 51-52.
63. ↑  Tacito, Annales, IV, 52; Burns 2006, pp. 51-52.
64. ↑  Tacito, Annales, IV, 53; Bauman 2002, p. 149; Burns 2006, p. 52.
65. ↑  Svetonio, Tiberio, LIII; Tacito, Annales, IV, 53-54; Bauman 2002, p. 149; Burns 2006, p. 52.
66. ↑  Tacito, Annales, IV, 75; Burns 2006, p. 59.
67. ↑  Tacito, Annales, V, 3; Deline 2015, p. 5.
68. ↑  Tacito, Annales, V, 4; Deline 2015, p. 5.
69. ↑  Tacito, Annales, V, 4-5; Deline 2015, p. 5.
70. ↑  Seneca il giovane, De ira, III, 21.5; Tacito, Annales, IV, 67.3-4; Deline 2015, p. 5.
71. ↑  Tacito, Annales, IV, 60; Burns 2006, p. 52; Sampoli 2003, XI, 177.
72. ↑  Svetonio, Tiberio, LIV; Caligola, VII; Tacito, Annales, V, 4; Burns 2006, pp. 52-53; Deline 2015, p. 5; Sampoli 2003, XI, 180.
73. ↑  Svetonio, Tiberio, LIII; Burns 2006, pp. 52-53; Sampoli 2003, XI, 180.
74. ↑  Deline 2015, p. 5.
75. ↑  Svetonio, Tiberio, LIII; Gaio Cesare, XV; Burns 2006, p. 53; Sampoli 2003, XI, 180.
76. ↑  Tacito, Annales, IV, 67; Svetonio, Tiberio, LIII.
77. ↑  Svetonio, Tiberio, LXV; Spinosa 1991, III, 170.
78. ↑  RIC, Gaio Cesare, I, 55; BMCRE, 85; Cohen, 1.
79. ↑  Svetonio, Tiberio, LIV; Nony 1988, pp. 128-129.
80. ↑  Cassio Dione, LVIII, 11; Tacito, Annales, VI, 25; Sampoli 2003, XI, 182.
81. ↑  Cassio Dione, LVIII, 22.4; Svetonio, Tiberio, LIII; Tacito, Annales, VI, 25; Burns 2006, p. 53; Sampoli 2003, XI, 183.
82. ↑  Tacito, Annales, VI, 23; Nony 1988, I, 128; Burns 2006, p. 54; Spinosa 1991, III, 170.
83. ↑  Tacito, Annales, VI, 25; Burns 2006, p. 53.
84. ↑  Svetonio, Tiberio, LIII; Deline 2015, p. 3.
85. ↑  Cassio Dione, LIX, 3.5; Svetonio, Gaio Cesare, XV; Burns 2006, p. 54.
86. ↑  Boccaccio, de mulieribus claris, XC; Freisenbruch 2011.b, p. 4.
87. ↑   Fiona Walker, su imdb.com. URL consultato il 21 gennaio 2017.
88. ↑   Tiberius (I, Claudius), su bbc.co.uk. URL consultato il 21 gennaio 2017.
89. ↑   Sejanus (I, Claudius), su bbc.co.uk. URL consultato il 21 gennaio 2017.
90. ↑   The Caesars (1968 TV Mini-Series): Full Cast & Crew, su imdb.com. URL consultato il 21 gennaio 2017.
91. ↑   Agrippina I, su brooklynmuseum.org. URL consultato il 21 gennaio 2017.